# Žatec (okres Jihlava)
Obec Žatec (německy Saatz, dříve též Žatč) se nachází 4,5 km severovýchodně od Telče v okrese Jihlava v Kraji Vysočina. Žije zde 110 obyvatel.

## Název
Jméno vesnice je totožné se starým obecným záteč, což bylo pojmenování pro úzké místo na vodním toku, kde se zastavovala voda nebo kde se shromažďovaly ledy (jméno bylo odvozeno od slovesa zatkati - "zastavit"). Počáteční Ž- vzniklo dálkovou asimilací palatálnosti k č ve druhé slabice. Německé jméno se vyvinulo z českého. V místním nářečí má jméno podobu Žač a je ženského rodu. Vesnice nemá žádný historický vztah k Žatci v severozápadních Čechách. Vývoj jména v písemných pramenech: Zaczeczie (1371), Zatcze (1390), Zaczcze (1446), Saatz (1678, 1718), Zatze (1720), Saatz (1751), Saaz a Žač (1846), Saatz a Žátec (1872), Zateč (1881), Saaz a Žatec (1885), Žatec (1924).

## Historie
První písemná zmínka o vsi pochází z roku 1371, kdy se jmenuje Jakub ze Žatce. Od poloviny 15. století náležela ves k Telči. Roku 1579 skoupila vrchnost zdejší statky a vytvořila z nich dvůr a ovčárnu, a sedláci se vystěhovali do Rozsíčky. Před rokem 1656 byla ves Žatec opět obnovena a Rozsíčka zanikla. Ves byla součástí telčského panství až do roku 1849.
Podle Tereziánského katastru moravského byl na katastru vsi vrchnostenský dvůr. Podle vceňovacího operátu žilo roku 1843 v Žatci 123 obyvatel, z toho 64 mužů a 59 žen v 19 domech a 28 domácnostech. Z nich se živilo 7 zemědělstvím, 2 živnostmi a 2 obojím, vedle 17 nádeníků. Desátky se odváděly panství Telč a faře v Urbanově. Na týdenní úterní trhy se ze Žatce jezdilo do Telče. Mlýn na řece Moravská Dyje, která obcí od severu k jihu protéká, je poprvé zmiňován ve vceňovacím operátu z roku 1843 - (Pospíchalův mlýn). Tento mlýn byl pravděpodobně třetím od pramene této řeky. Ve 20. a 30. letech 19. století býval ve vsi hamr, který pracoval pro Bolíkovské železárny.
Ve 2. polovině 19. a v 1. polovině 20. století se většina obyvatelstva obce živila zemědělstvím. Živnosti roku 1911: 1 hostinský a 1 stolař. K roku 1924 se uvádí dvůr velkostatku Telč Podstatských-Lichtenštejnů, živnosti: 1 hostinský, 1 mlynář, 1 stolař, 9 hosp. rolníků. Na Moravské Dyji Pospíchalův mlýn. Elektrifikace obce byla realizována připojením na síť ZME Brno roku 1939. Nyní převládající zaměstnání: zemědělství a dělnické profese, v obci zahradnictví.

### Správní začlenění obce od roku 1850
V letech 1850 až 1855 podléhal politické pravomoci podkrajského úřadu v Dačicích. Po vzniku smíšených okresních úřadů s politickou a soudní pravomocí byl v letech 1855 až 1868 podřízen okresnímu úřadu v Telči. Když byly roku 1868 veřejná správa a soudnictví opět odděleny, vrátil se pod politickou pravomoc okresního hejtmanství v Dačicích, od roku 1919 okresní správu politickou a od roku 1928 okresní úřad v Dačicích. Po osvobození v květnu 1945 spadal pod okresní národní výbor v Dačicích. Při územní reorganizaci na přelomu let 1948 a 1949 připadl pod správní okres Třešť a v jeho rámci pod nově vzniklý Jihlavský kraj. Při další územní reorganizaci v polovině roku 1960 byl připojen pod správní okres Jihlava a Jihomoravský kraj až do zrušení okresního úřadu v Jihlavě koncem roku 2002. V roce 1980 byl připojen pod obec Urbanov. Od roku 1991 je Žatec opět samostatnou obcí. Od roku 2003 spadá jako samostatná obec pod pověřený městský úřad v Telči v samosprávném kraji Vysočina.

## Přírodní poměry
Žatec leží v okrese Jihlava v Kraji Vysočina. Nachází se 4 km severovýchodně od Telče. Geomorfologicky je oblast součástí Křižanovské vrchoviny a jejích podcelků Dačická kotlina a Brtnická vrchovina, v jejíž rámci spadá pod geomorfologický okrsek Markvartická pahorkatina která se nachází na východní straně údolí Moravské Dyje. Levý údolní svah Moravské Dyje se zde, na rozdíl od mírného pravého, strmě zvedá do výšky až 30 m. Průměrná nadmořská výška činí 534 metrů. Nejvyšší bod o nadmořské výšce 557 metrů stojí západně od obce. Žatec leží na pravé straně údolí Moravská Dyje, severozápadní hranici tvoří Myslibořský potok, na němž se rozkládá Myslibořský rybník. Myslibořský potok se západně od Žatce vlévá do Votavice, která tvoří jihozápadní hranici území.

## Obyvatelstvo
V roce 1850 měla 135 obyvatel, obec s českým obyvatelstvem. Podle sčítání 1930 zde žilo ve 29 domech 156 obyvatel. 156 obyvatel se hlásilo k československé národnosti. Žilo zde 156 římských katolíků.
| Rok            | 1869 | 1880 | 1890 | 1900 | 1910 | 1921 | 1930 | 1950 | 1961 | 1970 | 1980 | 1991 | 2001 | 2011 |
| Počet obyvatel | 156  | 165  | 194  | 179  | 150  | 170  | 156  | 135  | 171  | 155  | 144  | 127  | 112  | 122  |

## Obecní správa a politika
Obec leží na katastrálním území Žatec na Moravě. Žatec je členem Mikroregionu Telčsko a místní akční skupiny Mikroregionu Telčsko. Obec má 7členné zastupitelstvo, v jehož čele stojí starosta Petr Máca.
| Období    | Voliči | Účast v % | Mandáty | Výsledky                       | Starosta  |
| --------- | ------ | --------- | ------- | ------------------------------ | --------- |
| 2010–2014 | 100    | 71,00     | 7       | 7 Sdružení nezáv. kandidátů I. | Petr Máca |
| 2014–2018 | 99     | 72,73     | 7       | Nezávislí kandidáti            | Petr Máca |
| 2018–2022 | 93     | 70,97     | 7       | Nezávislí kandidáti            | Petr Máca |
| 2022−2026 | 99     | 66,67     | 7       | Nezávislí kandidáti            | Petr Máca |

## Hospodářství a doprava
V obci sídlí firma JAST-Technology s.r.o. Obcí prochází silnice III. třídy č. 4038, která se západně od obce napojuje na komunikaci II. třídy č. 403 z Urbanova do Telče. Dopravní obslužnost zajišťují dopravci ICOM transport a Radek Čech - Autobusová doprava. Autobusy jezdí ve směrech Jihlava, Dačice, Bítov, Telč, Stará Říše a Zadní Vydří.
Nejbližší železniční stanice je v Mysliboři.

## Školství, kultura a sport
Místní děti navštěvují Základní školu Urbanov, která má dvě třídy pro 1.–5. ročník a ve školním roce 2013/2014 ji navštěvovalo 13 žáků. Druhý stupeň absolvují na základní škole v Telči. Působí zde Sbor dobrovolných hasičů Žatec.

## Pamětihodnosti
- Smírčí kámen u silnice na Telč připomínající tragické události
- Památná zvonička
- Býval zde zkujňovací hamr, který pracoval ve 20. a 30. letech 19. století pro bolíkovské železárny, ve 2. polovině 19. století byl přeměněn na pilu.